# Ашано (Пиза)
Ашано (итал. Asciano) је насеље у Италији у округу Пиза, региону Тоскана.
Према процени из 2011. у насељу је живело 2363 становника. Насеље се налази на надморској висини од 10 м.